# Sipke Hulshoff
Sipke Hulshoff (Leeuwarden, 12 januari 1975) is een Nederlands voetbaltrainer.

## Biografie
Hulshoff speelde in de jeugd bij SC Twijzel en SC Cambuur en in het eerste team van VV Zwaagwesteinde. Hij doorliep de gemeentelijke Mavo in Kollum en deed vervolgens de opleiding Small Business and Retail Management aan de Stenden Hogeschool in Leeuwarden. Vanaf 1998 behaalde hij zijn UEFA-licenties en behaalde in 2003 zijn A-licentie en in 2015 de UEFA Pro licentie. Ook studeerde hij een jaar aan zowel het CIOS als de VVCS-Academy. 

### Eerste stappen
Hij kende geen carrière in het betaald voetbal, maar begon op jeugdige leeftijd met het trainen van amateurteams. In 1999 werd Hulshoff aangesteld als jeugdtrainer bij SC Cambuur. Na drie jaar verruilde hij de club voor FC Groningen waar hij een jaar stage liep bij de onder 19 ploeg. Na een seizoen keerde hij terug bij SC Cambuur, om na twee seizoenen opnieuw de overstap te maken naar FC Groningen. In 2007 werd hij trainer van amateurvereniging ONT uit het Friese Opeinde, waarmee hij lange tijd voor het kampioenschap in de derde klasse speelde. In 2008 ging hij de functie van trainer van de A1 van SC Cambuur combineren met die van hoofdtrainer bij VV Bergum. In de zomer van 2010 promoveerde hij met VV Bergum naar de eerste klasse. In de zomer ging hij het hoofdtrainerschap van VV Bergum combineren met dat van de Groningse hoofdklasser PKC '83. Na een paar wedstrijden leverde hij zijn contract echter alweer in.

### Ghana
In de zomer van 2011 vertrok Hulshoff naar Ghana, waar hij trainer werd bij de voetbalacademie van Red Bull Ghana in Sogakope. Van januari 2013 tot juli 2014 was Hulshoff hoofdtrainer van de ploeg.

### Diploma
In 2014 volgde hij de cursus Coach Betaald Voetbal en liep in het kader hiervan stage bij SC Cambuur. In mei 2015 slaagde hij voor de cursus. In juli 2015 werd hij aangesteld als interim-trainer bij de Qatarese club Al-Arabi. Hij werd daar de 
opvolger van de voormalig Braziliaans topvoetballer Roberto Carlos, die na een teleurstellend seizoen werd ontslagen. Na anderhalve maand droeg hij het stokje weer over aan de Italiaan Gianfranco Zola.

### SC Cambuur
In november 2015 werd hij samen met Arne Slot toegevoegd aan de staf van SC Cambuur. De ploeg had onder trainer Henk de Jong een slechte competitiestart gemaakt en technisch manager Henri van der Vegt besloot hierop assistent-trainer Sandor van der Heide te vervangen. In februari 2016 legde De Jong zijn taken neer, waarna Hulshoff naar voren werd geschoven. Het trio droeg een wedstrijd lang de verantwoordelijkheid voordat de van FC Emmen overgekomen Marcel Keizer werd aangesteld als opvolger van De Jong. Aan het eind van het seizoen degradeerde de club uit de eredivisie en ging Keizer in op de avances van Jong Ajax. Hij werd vervangen door Rob Maas, die overkwam van SBV Vitesse. Onder Maas kende de ploeg een slechte start in de eerste divisie en al na enkele wedstrijden werd hij ontslagen. Op 19 oktober 2016 maakte de club bekend dat Arne Slot en Hulshoff waren aangesteld als interim-trainers. Het duo maakte het seizoen af en werd opgevolgd door Marinus Dijkhuizen. Die werd in november 2017 ontslagen en samen met Jan Bruin werd Hulshoff wederom ad-interim hoofdtrainer. Het duo werd op 31 januari 2018 opgevolgd door René Hake en Hulshoff werd weer assistent.

### Volendam en Feyenoord
In het seizoen 2019/20 werd Hulshoff assistent van Wim Jonk bij FC Volendam. Na twee seizoenen vertrok hij bij de Volendammers om de hoofdtrainer te worden van Feyenoord onder 21, waarbij hij nauw samen zou gaan werken met Arne Slot die als hoofdtrainer van het eerste elftal van de Rotterdammers was aangesteld. In 2022 werd Hulshoff assistent-trainer bij het eerste elftal van Feyenoord, bij de onder 21 werd hij opgevolgd door Melvin Boel. Hulshoff won als assistent-trainer bij Feyenoord de landstitel in 2023 en de KNVB Beker in 2024. Na afloop van het seizoen 2023-2024 vertrok Arne Slot bij Feyenoord om hoofdtrainer te worden bij Liverpool FC, Hulshoff ging met Slot mee en is vanaf seizoen 2024-2025 assistent-trainer bij Liverpool.

### KNVB
Vanaf 1 januari 2023 was Hulshoff assistent-trainer van Ronald Koeman bij het Nederlands elftal. Hij werd gedetacheerd door Feyenoord, waar hij ook als assistent aanbleef. Met Hulshoff in de technische staf kwalificeerde het Nederlands elftal zich voor het EK 2024, Hulshoff zelf gaat niet mee naar het eindtoernooi, vanwege zijn overstap naar Liverpool FC besloot hij te stoppen bij de KNVB.
1 Alisson ·
2 Gomez ·
3 Endo ·
4 Van Dijk  ·
5 Konaté ·
7 Díaz ·
8 Szoboszlai ·
9 Núñez ·
10 Mac Allister ·
11 Salah ·
14 Chiesa ·
17 Jones ·
18 Gakpo ·
19 Elliott ·
20 Jota ·
21 Tsimikas ·
26 Robertson ·
38 Gravenberch ·
43 Bajcetic ·
47 Phillips ·
56 Jaroš ·
62 Kelleher ·
66 Alexander-Arnold ·
78 Quansah ·
80 Morton ·
84 Bradley ·
95 Davies ·
Coach: Slot
· Assistent-coach: Heitinga
· Assistent-coach: Hulshoff
· Keeperstrainer: Taffarel